# 五戸町消防団第一分団屯所
五戸町消防団第一分団屯所（ごのへまちしょうぼうだんだいいちぶんだんとんしょ）は、青森県三戸郡五戸町に所在する消防屯所である。

## 概要
当初は1879年（明治12年）に私設組織として建設されたが、1913年（大正2年）の火事で焼失した。その後町民に再建運動を呼びかけ、1922年10月1日に落成した。2003年（平成15年）7月14日、青森県重宝に指定された。

## 建築
木造５層建、開口三間半（約6.36メートル）、奥行三間（約5.45メートル）、建坪10.5坪（約35平方メートル）、工費2,774円。鐘楼のついた火の見櫓である。正面にはファンライトと呼ばれる半円形の欄間風の意匠、1階軒下には蛇腹風の意匠が施されている。1940年（昭和15年）に購入した消防車を納めるため、表側が増築され現在の形となった。

## 利用情報
- 非公開

## 交通アクセス
- 八戸自動車道八戸北ICより車で約25分
- 岩手県北自動車上大町バス停より徒歩すぐ